# さよならの季節
「さよならの季節」（さよならのきせつ）は、朝丘雪路のシングルである。1973年1月21日に発売された。
発売元はCBSソニーレコード。オリジナル7インチシングル盤規格品番：SOLA75。

## 解説
朝丘曰く「語りっぽいのは初めてじゃないかしら。」とのこと。嬰ヘ長調 (F♯) もしくは変ト長調 (G♭) である。
発売は1973年だが、ISRCのデータでは1972年録音（JPSR07214590）となっている。
本作ジャケットの撮影時、ノーブラで臨んだ。外国のおみやげで着用したドレスであったが、透けないものと思っていたブラジャーが透けてしまい、それ故の措置であったと言う。
A面曲「さよならの季節」の出版者は、日音とワーナー・チャペル音楽出版。B面曲「生まれたままで」の出版者は、スタンダードミュージックパブリッシャーズである。

## 収録曲
※全作詞：小谷夏、全作曲・編曲：筒美京平
1. さよならの季節 TIME FOR PARTING（3分09秒）
2. 生まれたままで BORN TO LOVE（3分03秒）